# Пять братьев
«Пять братьев» (англ. Brothers Five, кит. трад. 五虎屠龍, пиньинь Wǔ Hǔ Tú Lóng, палл. У ху ту лун, буквально: «Пять тигров убивают дракона») — гонконгский художественный фильм 1970 года, снятый Ло Вэем по сценарию, написанному им в соавторстве с Ни Куаном.

## Сюжет
Хозяин поместья Летающего Дракона был предан и убит Лун Чжэнфэном, и пять сыновей убитого были разлучены его другом, но при этом у каждого из пятерых имеется шрам, чтобы те смогли опознать друг друга. Много лет спустя друг рассказывает эту историю своей дочери, Янь Лай, и просит её разыскать и объединить братьев, чтобы те смогли отомстить за своего отца. Все пятеро оказываются на пути в поместье Летающего Дракона по той или иной причине, что идёт на руку Янь Лай. В дальнейшем девушка обучает пятерых сыновей Гао технике «Пять тигров с одним сердцем» — так команда повышает шансы на успешную месть.

## В ролях
- Чжэн Пэйпэй — Янь Лай
- Цзинь Хань[англ.] — старший из братьев Гао Хао
- Чжан И[англ.] — второй брат Гао Чжи
- Гао Юань — третий брат Гао Юн
- Юэ Хуа[англ.] — четвёртый брат Гао Вэй
- Ло Ле — пятый брат Гао Ся
- Тянь Фэн — Лун Чжэнфэн
- Ку Фэн — Вань Бофу
- Ван Ся[кит.] — Ван Лаоэр
- Ли Юньчжун — дворецкий поместья Тэнлун
- Тоу Маньпо — мастер Цинь
- Лэй Катин[кит.] — мастер Яо
- Чау Сиулой — Толстый Ван
- Юникорн Чань[англ.]* — Летающие Когти (в титрах не указан)
- Саммо Хун — охранник (в титрах не указан)
- Джеймс Тянь — Дин Чжисань (в титрах не указан)

## Кассовые сборы
Премьера картины в Гонконге состоялась 26 марта 1970 года. За 16 дней кинопроката фильм собрал кассу в размере 1 405 936,60 HK$ (третье место по итогам кинопроката в Гонконге за 1970 год).

## Отзывы
Реакция на фильм неоднозначная. Кинокритики сходятся во мнении, что фильм представляет из себя череду боевых сцен, из-за чего страдает сюжет кинофильма. При этом одни считают, что множество боёв — достоинство фильма, другие критикуют низкий уровень их постановки и малое количество диалогов.